# Semaine australienne de la mode

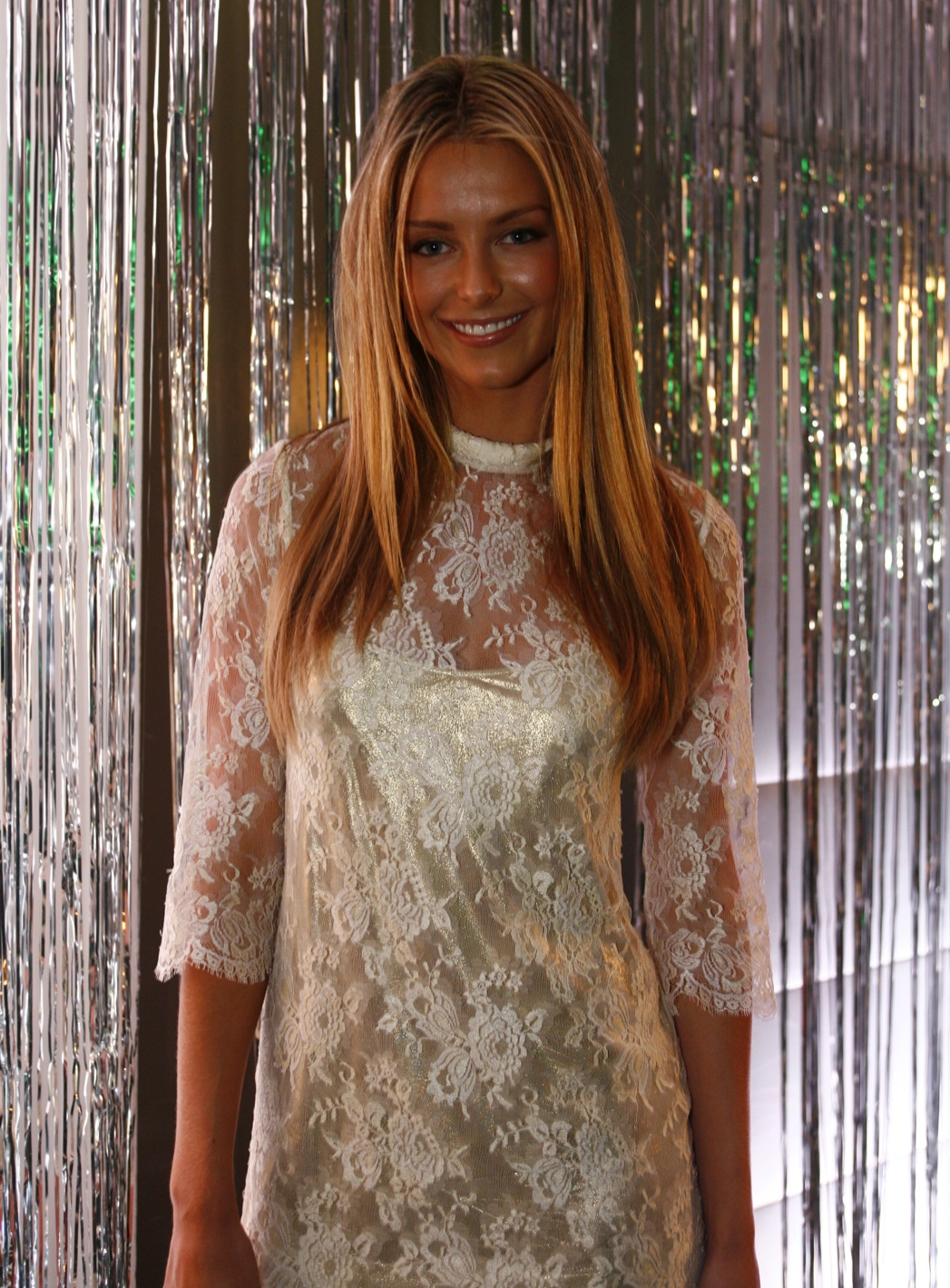
Jennifer Hawkins, élue Miss Univers 2004 à la semaine australienne de la mode, mai 2007

La semaine australienne de la mode (en anglais : Australian Fashion Week AFW) est une manifestation de mode qui se tient deux fois par an et où les stylistes australiens et des pays voisins d'Asie et du Pacifique viennent présenter leurs dernières collections. Les collections de la saison printemps-été (de l'hémishère sud) se tiennent à l’l'International Passenger Terminal de Circular Quay, à Sydney en avril ou en mai de chaque année, tandis que les collections automne-hiver sont présentées en septembre. En 2007, la collection automne-hiver s'est tenue à Sydney, alors qu'elle se tenait auparavant à Melbourne à St Kilda Pier.
L'AFW a contribué à faire la renommée d'un certain nombre de stylistes australiens tels que Alex Perry, Zimmermann, Toni Maticevski, Collette Dinnigan, Leona Edmiston, J'Aton Couture, Ericaamerica, Easton Pearson ou Gwendolyne.